# Pianowerken (Dyson)
Gedurende zijn vroege en late periode als componist schreef George Dyson werken voor solo piano. Hieronder een korte omschrijving van een aantal van die werken.

## Tien Epigrammen opus 9
Van zijn composities voor pianosolo is het werk Tien epigrammen het belangrijkst. De 10 epigrammen zijn geschreven toen Dyson militair was in de Eerste Wereldoorlog. Dyson heeft ze geschreven tijdens korte verlofperioden maar ook tijdens zijn verblijf in de loopgraven. Des te opvallender is hoe de muziek klinkt; melancholiek, maar toch ook af en toe vrolijk. Alleen deel (9) wijkt sterk af van de rest; dit deel is uitermate serieus van klank; alle speelsheid is verdwenen.
Delen:
1. A Capriccio
2. All’improviso
3. Sostenuto
4. Ritmico
5. Cantabile
6. Sonore
7. Di ballo
8. Grazioso
9. Con fuoco
10. Alla capella; semplice espressivo e cantabile.

Met 12 minuten is het zijn langste compositie voor een soloinstrument.

## Prelude en Ballet
Prelude and Ballett zijn twee korte composities uit 1925 gecomponeerd voor amateurmusici (5 minuten) .

## De Verjaardag van Bach
Bach’s Birthday (5 minuten) uit 1929 bestaat uit vier delen die zijn geïnspireerd op de composities van Johann Sebastian Bach; vier fuga’s; in vergelijking tot andere pianocomposities is de moeilijkheidsgraad hoger. De delen zijn:
1. Comodo
2. Cantabile
3. Allegretto
4. Vivace Possible

## Mijn verjaardag
My Birthday uit 1924 is een studiewerkje van 6 minuten bestaande uit 3 delen:
1. Delicacy
2. Brightly
3. Quietly

## Schemering
Twilight; Four preludes for piano uit 1920 is een studiowerkje van 10 minuten, bestaande uit 4 delen:
1. Tranquillo
2. A Capriccio
3. Grazioso
4. Sostenuto

## Primrose Mount
Primrose Mount uit 1928 is een studiewerkje van nauwelijks 2½ minuut.

## Overig
An autograph (28 december 1915), Con moto tranquillo (Blackheath 23 maart 1917) en Sostenuto ed espressivo zijn drie pianowerkjes die zijn gecomponeerd tijdens zijn verblijf in de loopgraven of thuis tijdens verlof. Sostenuto is bewaard gebleven op één velletje verkreukeld papier en vermeldt als plaats en tijd Aix-Noulette 7 maart 1916.

## Bron en discografie
- Uitgave Dutton Epoch; David Owen Norris (piano)